# 瑞典核电
瑞典核電是指瑞典境內依靠核电厂而產生的電力。瑞典境內有3个核电站、6个核反应堆，瑞典29.8%的电力通過核能產生。全国最大的发电站福什马克核电站有三个反应堆，发电量为3.3GW，瑞典14%的电力來自該核電站 。
瑞典过去製定了核淘汰政策，目標是在2010年之前結束瑞典的核電生產，但2009年2月5日，瑞典扭轉了近30年之久的核能逐步淘汰政策。2023年6月，2022年瑞典大选後成立的克里斯特松內閣決定將國家能源目標從2045年100%再生電力，轉變為2045年無化石燃料電力，此舉被視為支持和擴大持續使用該國的核電。

## 历史

### 早期发展

瑞典各類型的發電量变化

瑞典於1947年成立原子能公司AB Atomenergi ，開始研究核能，該公司起源於瑞典國防研究所正在進行的軍事研究和開發。 1954年，該國建造了第一座小型实验重水反應堆---R1反应堆。 之后陆续建造R2、R3与未完工的R4反应堆，1969年5月1日，核熱電聯產廠R3反应堆發生事故，二次冷卻水通過破損的閥門湧入，導致工廠出現一系列電氣問題而停工4天。事实上瑞典使用這些实验用反应堆為核彈頭生產反应堆级钚，然而瑞典於1968年簽署了《核不擴散條約》，因此核武計畫最終被終止 。不过与核武不同，瑞典于1970、1980年开始使用核電并扩张核電规模，瑞典境內最多曾运行4个核电站、12个核反应堆，核电与水电长期并列瑞典最大电力来源。

### 核电汰除计划
1979年三哩島事故後，瑞典就核電的未來舉行了公投，公投结果支持逐步汰除计划，虽然公投没有约束力，但瑞典仍开始逐步汰除核电的计划。1986年蘇聯切尔诺贝利事故後，核能安全問題再次被提出，1992年7月，巴爾塞貝克核電廠2号机组發生的一起事故表明，5座較舊的沸水反应堆存在安全疑虑，当局下令关闭改善。
1997年，瑞典議會決定在1998年7月1日之前關閉巴爾塞貝克核電廠的一座反應堆，並在2001年7月1日之前關閉第二座反應堆，但是它們的能源生產將得到補償，实际上第一座反應堆在1999年11月30日关闭，第二座反應堆在2005年6月1日關閉。另外瑞典更以核电有安全疑虑为由，对核电征收“核電容量稅”，最初定為每月每兆瓦5514瑞典克朗， 到2006年1月，這一數字幾乎翻了一番达每月每兆瓦10,200瑞典克朗。
2006年，此前一直支持逐步淘汰核電的中间党宣布，暫時放棄對核電的反對，聲稱指望逐步淘汰是不現實的。它表示現在將支持其他保守派反對黨的立場，這些政黨比當時的社會民主黨政府更支持核电。

### 核电复兴
2010年6月17日，瑞典議會通過一項決定，允許從2011年1月1日起启用新的核反应堆取代現有反应堆，2016年6月瑞典进一步決定在2019年取消“核電容量稅”，並陸續更換現有反应堆。 2022年10月，瑞典新政府指示國有能源公司调查重新啟動灵哈尔斯核电站1、2号机组的可能性，並计划更多反应堆的建設。2023年11月，瑞典宣布自2024年1月1日开始，目前10個反应堆的运营上限將被取消，許可程序將縮短，也允許建造新地點核电站，而不僅僅是現有的核电站增设机组。

## 核电站列表
| 论 编            |        |                |            |        |               |               |                |                |
| 名稱             | 反應爐 | 反應爐         | 反應爐     | 狀態   | 裝置容量 (MW) | 動工          | 商业运营       | 關閉           |
| 名稱             | 編號   | 種類           | 模組       | 狀態   | 裝置容量 (MW) | 動工          | 商业运营       | 關閉           |
| 奧傑斯塔核電廠   | 1      | 加壓重水反應爐 | R3         | 已除役 | 10            | 1957年12月1日 | 1964年5月1日   | 1974年6月2日   |
| R4核反应堆       | 1      | 沸水反应堆     | R4         | 未完工 | 196           | 1965年4月1日  |                | 1970年5月27日  |
| 奥斯卡港核电站   | 1      | 沸水反应堆     | ASEA-I     | 已除役 | 473           | 1966年8月1日  | 1972年2月6日   | 2017年6月19日  |
| 奥斯卡港核电站   | 2      | 沸水反应堆     | ASEA-II    | 已除役 | 638           | 1969年9月1日  | 1975年1月1日   | 2016年12月22日 |
| 奥斯卡港核电站   | 3      | 沸水反应堆     | BWR-3000   | 運作中 | 1450          | 1980年5月1日  | 1985年8月15日  |                |
| 灵哈尔斯核电站   | 1      | 沸水反应堆     | ASEA-I     | 已除役 | 881           | 1969年2月1日  | 1976年1月1日   | 2020年12月31日 |
| 灵哈尔斯核电站   | 2      | 压水反应堆     | WH 3-loops | 已除役 | 904           | 1970年10月1日 | 1975年5月1日   | 2019年12月30日 |
| 灵哈尔斯核电站   | 3      | 压水反应堆     | WH 3-loops | 運作中 | 1062          | 1972年9月1日  | 1981年9月9日   |                |
| 灵哈尔斯核电站   | 4      | 压水反应堆     | WH 3-loops | 運作中 | 1104          | 1973年11月1日 | 1983年11月21日 |                |
| 巴爾塞貝克核電廠 | 1      | 沸水反应堆     | ASEA-II    | 已除役 | 600           | 1971年2月1日  | 1975年7月1日   | 1999年11月30日 |
| 巴爾塞貝克核電廠 | 2      | 沸水反应堆     | ASEA-II    | 已除役 | 600           | 1973年1月1日  | 1977年7月1日   | 2005年5月31日  |
| 福什马克核电站   | 1      | 沸水反应堆     | BWR-2500   | 運作中 | 986           | 1973年6月1日  | 1980年12月10日 |                |
| 福什马克核电站   | 2      | 沸水反应堆     | BWR-2500   | 運作中 | 1116          | 1975年1月1日  | 1981年7月7日   |                |
| 福什马克核电站   | 3      | 沸水反应堆     | BWR-3000   | 運作中 | 1167          | 1979年1月1日  | 1985年8月18日  |                |

## 民意态度
21世纪以来瑞典民众对核电态度逐渐好转，2005年5月，對巴爾塞貝克核电站周圍居民進行的一項民意調查發現，94%的人希望保留该核电站，根據2008年1月的一項民意調查，48%贊成建造新的核反應堆，39%反對，13%尚未決定。然而，2011年日本福島第一核電廠事故扭轉了先前對核電的支持，民調顯示64%反對新建反應堆，27%的人支持。然而，在2019年11月的一項民意調查中，輿論又發生了變化，78%的人支持核電，只有11%的人反對。

## 核廢料处理
瑞典擁有完善的核廢料管理政策，該國有专用船只用于转移核廢料，也建造了深地質處置存放場。

## 图集

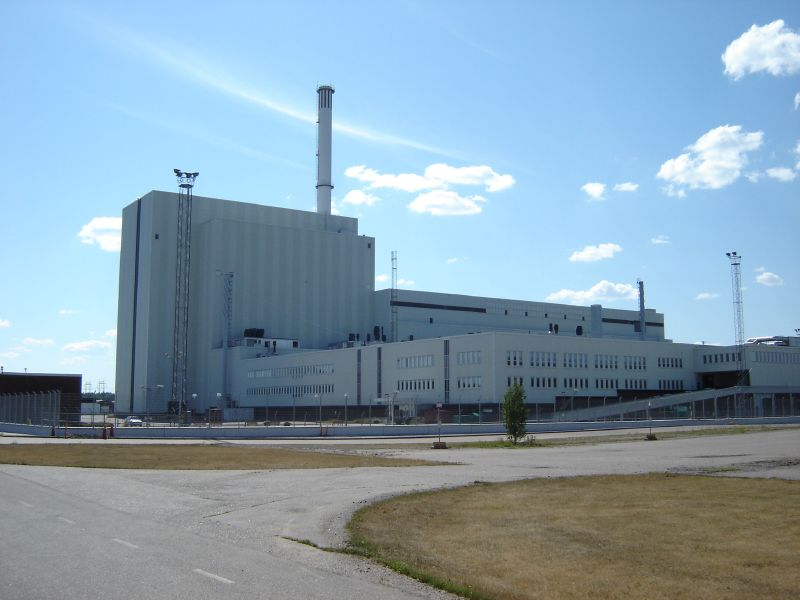
福什马克核电站
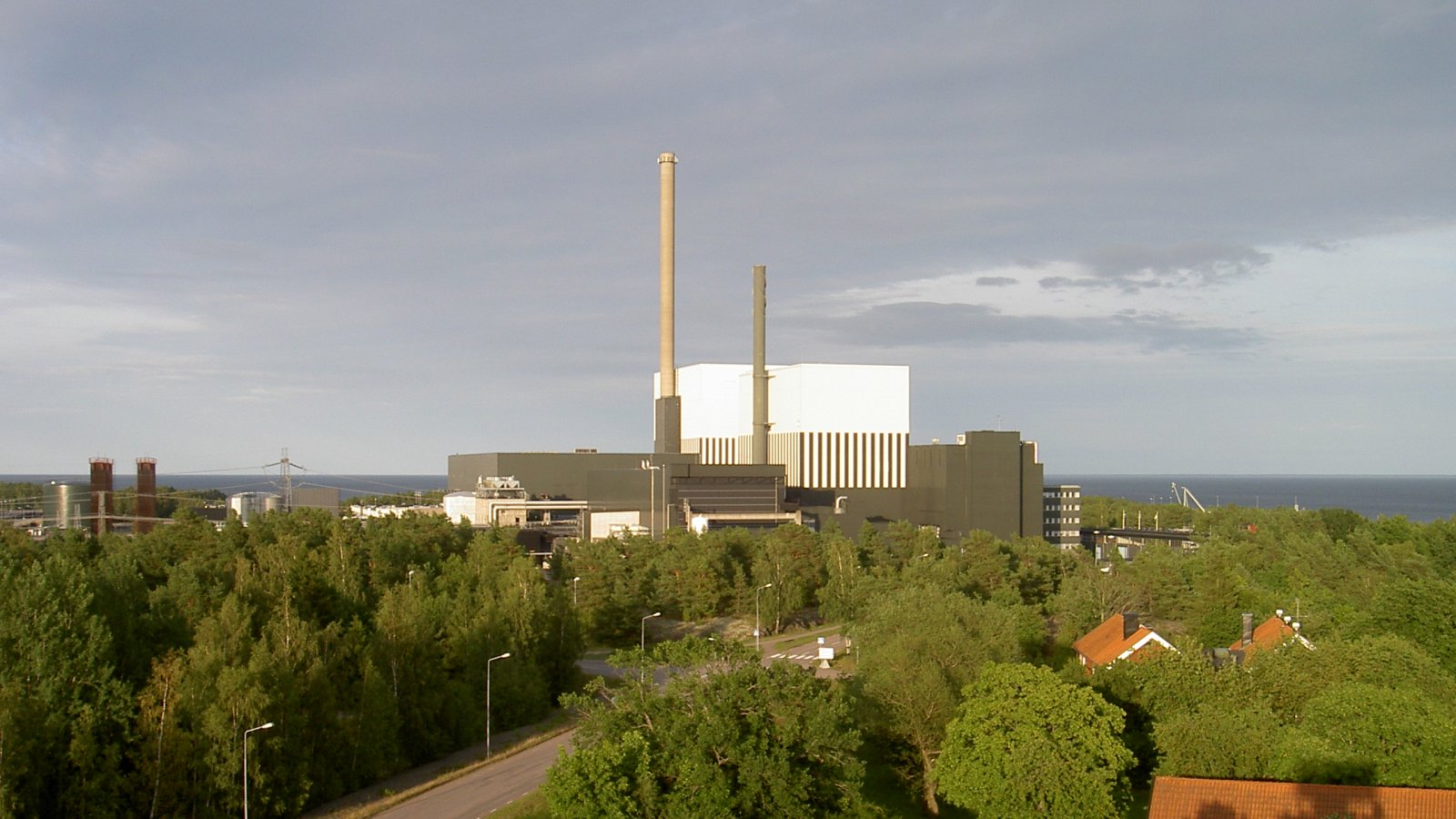
奥斯卡港核电站
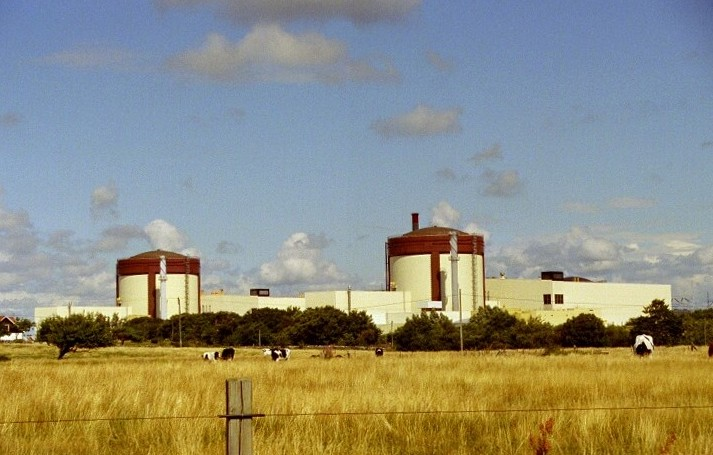
灵哈尔斯核电站
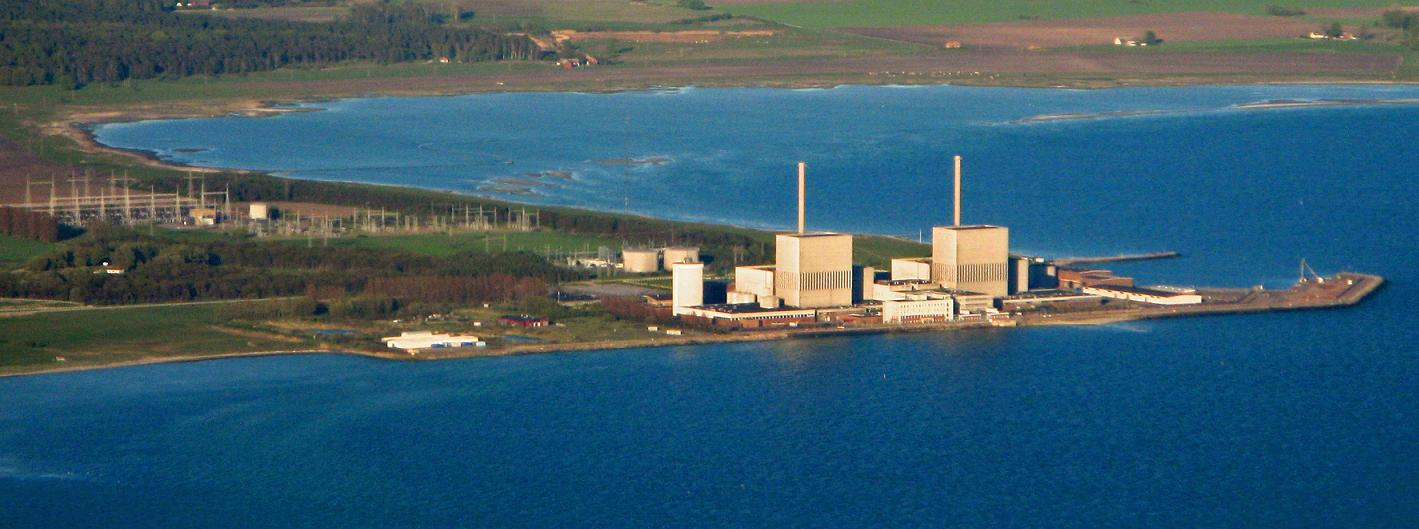
巴爾塞貝克核電廠